# Anaque
Anaque (em árabe: أناق; romaniz.: ʿAnāq) é, em algumas variedades da mitologia islâmica, uma filha de Adão e Eva.
De acordo com alguns relatos, Anaque nasceu sozinha, sem irmão gêmeo, enquanto em outros relatos ela é irmã de Caim, que, após matar Abel, a leva para o Iêmen, onde se casou com ela. Diz-se que ela foi a primeira a cometer fornicação e a agir maldosamente na terra e por isso foi morta posteriormente. Algumas tradições acrescentam detalhes sobre sua aparência monstruosa, como que ela tinha duas cabeças ou vinte dedos com duas unhas cada.
O papel de Anaque nas tradições islâmicas é semelhante ao papel de Lilite nas tradições judaico-cristãs, fornecendo uma mulher monstruosa perto do início da existência humana, através da qual a ideologia misógina pode ser transmitida.